# Robonaut

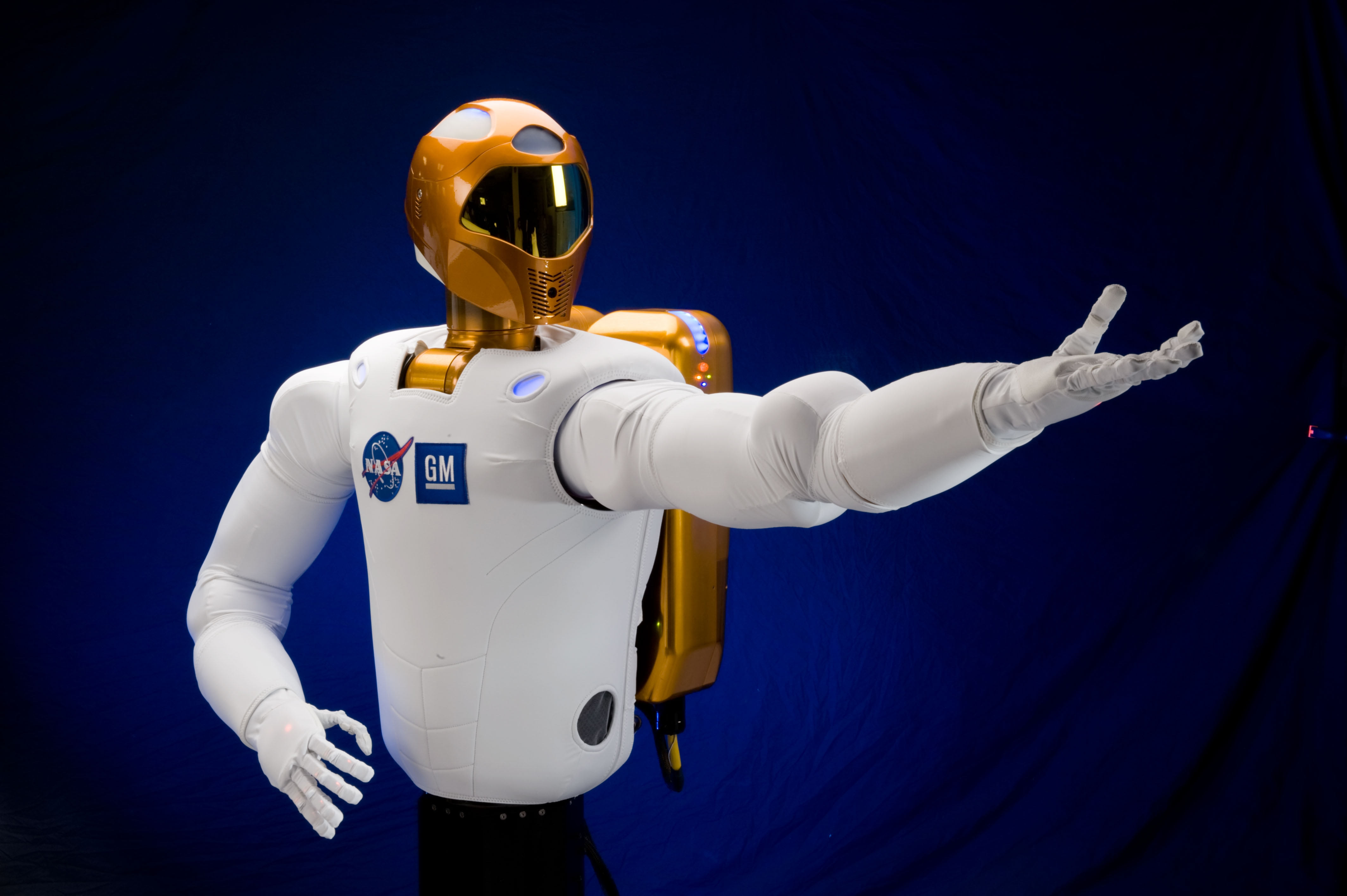
R2 w lipcu 2009

Robonaut – humanoidalny robot zaprojektowany i zbudowany przez Centrum Lotów Kosmicznych imienia Lyndona B. Johnsona. Prace nad nim rozpoczęły się w 1997 roku, gdy przed inżynierami z Centrum postawiono zadanie stworzenia robota, który pomoże ludziom w przestrzeni kosmicznej, będzie z nimi współpracował i wyręczy ich w najbardziej ryzykownych zadaniach. W roku 2006 powstał Robonaut 1, testowany następnie przez kilka lat na Ziemi. Ulepszona wersja robota – Robonaut 2 – od lutego 2011 roku znajduje się na Międzynarodowej Stacji Kosmicznej.

## Robonaut 2
Robonaut 2 (R2) wyruszył 24 lutego 2011 wraz z misją STS-133 na Międzynarodową Stację Kosmiczną, jest to pierwszy humanoidalny robot w kosmosie. R2 po kilku miesiącach od dotarcia na stację zostanie zainstalowany w laboratorium Destiny, gdzie jego praca będzie testowana w warunkach mikrograwitacji. Robot składa się z "głowy", w której umieszczone są kamery, dwóch ramion zakończonych chwytakami i tułowia, w którym znajduje się jego komputer sterujący. Posiada ponad 350 sensorów, 42 stopnie swobody, waży 150 kilogramów.
W przyszłości R2 będzie mógł pod nadzorem człowieka wykonywać prace zarówno wewnątrz jak i na zewnątrz stacji. Urządzenie umożliwiające mu samodzielne poruszanie, jest w trakcie fazy projektowej. Nie ma planów powrotu robota na Ziemię.